# 2025-ös U20-as labdarúgó-világbajnokság
A 2025-ös U20-as labdarúgó-világbajnokság lesz a 24. ilyen jellegű torna. A tornát 24 válogatott részvételével szeptember 27. és október 19. között rendezik Chilében, amely először lesz házigazda.
A világbajnokságon 2005. január 1. után született labdarúgók vehetnek részt.

## Résztvevők
A házigazda Chile mellett a következő 23 válogatott vesz részt:
| Szövetség                                         | Selejtezőtorna                                  | Csapatok                |
| ------------------------------------------------- | ----------------------------------------------- | ----------------------- |
| AFC (Ázsia)                                       | 2025-ös U20-as Ázsia-kupa                       | Szaúd-Arábia            |
| AFC (Ázsia)                                       | 2025-ös U20-as Ázsia-kupa                       | Ausztrália              |
| AFC (Ázsia)                                       | 2025-ös U20-as Ázsia-kupa                       | Japán                   |
| AFC (Ázsia)                                       | 2025-ös U20-as Ázsia-kupa                       | Dél-Korea               |
| CAF (Afrika)                                      | 2025-ös U20-as Afrika-kupa                      | Nigéria                 |
| CAF (Afrika)                                      | 2025-ös U20-as Afrika-kupa                      | Marokkó                 |
| CAF (Afrika)                                      | 2025-ös U20-as Afrika-kupa                      | Dél-afrikai Köztársaság |
| CAF (Afrika)                                      | 2025-ös U20-as Afrika-kupa                      | Egyiptom                |
| CONCACAF (Észak- és Közép-amerikai, Karib-térség) | 2024-es U20-as CONCACAF-aranykupa               | Egyesült Államok        |
| CONCACAF (Észak- és Közép-amerikai, Karib-térség) | 2024-es U20-as CONCACAF-aranykupa               | Mexikó                  |
| CONCACAF (Észak- és Közép-amerikai, Karib-térség) | 2024-es U20-as CONCACAF-aranykupa               | Kuba                    |
| CONCACAF (Észak- és Közép-amerikai, Karib-térség) | 2024-es U20-as CONCACAF-aranykupa               | Panama                  |
| CONMEBOL (Dél-Amerika)                            | 2025-ös U20-as dél-amerikai labdarúgó-bajnokság | Brazília                |
| CONMEBOL (Dél-Amerika)                            | 2025-ös U20-as dél-amerikai labdarúgó-bajnokság | Argentína               |
| CONMEBOL (Dél-Amerika)                            | 2025-ös U20-as dél-amerikai labdarúgó-bajnokság | Kolumbia                |
| CONMEBOL (Dél-Amerika)                            | 2025-ös U20-as dél-amerikai labdarúgó-bajnokság | Paraguay                |
| OFC (Óceánia)                                     | 2024-es U19-es óceániai bajnokság               | Új-Kaledónia            |
| OFC (Óceánia)                                     | 2024-es U19-es óceániai bajnokság               | Új-Zéland               |
| UEFA (Európa)                                     | 2024-es U19-es labdarúgó-Európa-bajnokság       | Olaszország             |
| UEFA (Európa)                                     | 2024-es U19-es labdarúgó-Európa-bajnokság       | Spanyolország           |
| UEFA (Európa)                                     | 2024-es U19-es labdarúgó-Európa-bajnokság       | Norvégia                |
| UEFA (Európa)                                     | 2024-es U19-es labdarúgó-Európa-bajnokság       | Ukrajna                 |
| UEFA (Európa)                                     | 2024-es U19-es labdarúgó-Európa-bajnokság       | Franciaország           |
| Rendező ország                                    | Rendező ország                                  | Chile                   |

## Csoportkör
A csoportkörben minden csapat a másik három csapattal egy-egy mérkőzést játszik, így összesen 6 mérkőzésre kerül sor mind a hat csoportban. A csoportokból az első két helyezett és a négy legjobb harmadik helyezett jut tovább. Minden csoportban az utolsó két mérkőzést azonos időpontban játsszák. A csoportkör után egyenes kieséses rendszerben folytatódik a vb.
Sorrend meghatározása
1. több szerzett pont az összes mérkőzésen
2. jobb gólkülönbség az összes mérkőzésen
3. több lőtt gól az összes mérkőzésen
4. több szerzett pont az azonosan álló csapatok között lejátszott mérkőzéseken
5. jobb gólkülönbség az azonosan álló csapatok között lejátszott mérkőzéseken
6. több lőtt gól az azonosan álló csapatok között lejátszott mérkőzéseken
7. sorsolás